# 伴野博之
伴野博之（ともの ひろゆき、1960年（昭和35年）9月3日 - ）は、日本の実業家。戸建分譲事業を展開するホームポジション株式会社代表取締役社長を務める。

## 略歴
1960年（昭和35年）9月3日誕生。
1979年（昭和54年）、静岡県立静岡工業高等学校建築科卒業後、静岡県警察に奉職。同年10月、三菱電機株式会社静岡製作所入社。
1980年（昭和55年）3月、株式会社ミツワ建設に入社し、木造建築の設計や施工技術を学ぶ。さらに大屋敷精密株式会社に勤務したのち、丸の内建設株式会社に入社。全国営業成績ナンバーワンのトップセールスマンとして活躍し、営業社員の育成にも関わる。
その後サンホーム工業株式会社を経て、1987年（昭和62年）12月、モア・ハウジングコンポーネント株式会社取締役就任。 全国各地の加盟工務店の指導管理に携わる。
1989年（平成元年）12月にホームポジション株式会社を設立し、代表取締役社長に就任。 

2022年（令和4年）1月、伴野アセットマネジメント株式会社設立。

## 人物
- 人生における一番の転機は、住宅販売会社の営業でトップになれたこと。この時の成功体験が仕事をする上での原動力となる。
- 富裕層向けに高級住宅を販売する会社に勤めていた頃、住宅を購入したくてもできない多くの潜在顧客がいることを知り、手頃な価格帯の住宅を提供したいと考え、起業を志した[4]。
- 代表を務めるホームポジション株式会社は創業当初、従業員2名で年間着工数も数棟という規模からスタートした。企業の信用力は言葉だけではつけられないと実感し、上場を目指していた[5]。東証の鐘を鳴らすことが長年の夢であったが、2022年（令和4年）6月23日、同社が東証スタンダード市場への上場を果たしたことでその夢が実現した。今後の目標として、東証プライム市場への昇格を掲げている[6]。